# Vuelo 221 de Aeropesca Colombia
El vuelo 221 de Aeropesca Colombia fue un vuelo regular interno de pasajeros que iba del Aeropuerto Gustavo Artunduaga en Florencia al Aeropuerto Benito Salas en Neiva, en Colombia. El 26 de agosto de 1981 estaba siendo operado por un avión turbohélice Vickers Viscount registrado en Colombia como HK-1320 cuando chocó contra el Cerro Uataqui, una montaña andina, destruyendo la aeronave y matando a los 50 pasajeros que iban a bordo.

## Investigación
La investigación por las autoridades colombianas concluyó que la causa probable del accidente fue " usar las reglas de vuelo visual condiciones meteorológicas por debajo del mínimo establecido en el Manual de rutas aéreas de Colombia".

## Aeronave
El avión era un cuadrimotor Vickers Viscount 745D turbohélice registrado como HK-1320 con el número de construcción Vickers 112, su primer vuelo fue el 22 de febrero de 1956 en el Reino Unido y se entregó a Capital Airlines en los Estados Unidos el 3 de marzo de 1956. Después de su servicio con Capital, Austrian Airlines y Aloha Airlines, fue comprado por Aeropesca Colombia en 1972.